# Aechmea confusa
Aechmea confusa är en gräsväxtart som beskrevs av Hans Edmund Luther. Aechmea confusa ingår i släktet Aechmea och familjen Bromeliaceae. Inga underarter finns listade i Catalogue of Life.